# Dolasetrón
El dolasetrón es vendido bajo la marca Anzemet, y es un medicamento utilizado para las náuseas y los vómitos postoperatorios y inducidos por la quimioterapia. Otros usos de este medicamento pudieran incluir gastroenteritis e hiperemesis gravídica. No funciona para el mareo por movimiento. Se toma por vía oral; y con menos frecuencia mediante inyección en una vena.
Los efectos secundarios de este medicamento incluyen dolor de cabeza, cansancio, mareos y diarrea; otros efectos secundarios pueden incluir prolongación del intervalo QT y anafilaxia. En este medicamento  no hay evidencia de daño durante el embarazo, pero  dicho uso no está bien estudiado. Es un bloqueador de los receptores 5-HT <sub id="mwJA">3</sub>.
Este medicamento fue patentado en 1986 y aprobado para uso médico en 1997. Este medicamento está en la Lista de Medicamentos Esenciales de la Organización Mundial de la Salud, y está disponible como medicamento genérico. En Estados Unidos cuesta unos 75 dólares por dosis. Algunas versiones han sido descontinuadas en los Estados Unidos.